# Nicole Kullen
Nicole Cassandra Kullen (née le 15 avril 1980 à Penrith, morte le 6 août 2018 dans les Montagnes Bleues) est une cavalière handisport australienne de dressage.

## Biographie
Nicole Kullen commence l'équitation quand elle est enfant. En août 1996, Kullen contracte une sepsis méningococcique. Kullen passe les six semaines suivantes sous assistance respiratoire dans un coma provoqué. Après la sortie du coma, elle passe six mois supplémentaires à l'hôpital pour se remettre de la maladie et suivre une rééducation. En raison de la maladie, ses deux jambes sont amputées, les mouvements des bras limités, la force limitée et aucune fonction des mains et des poignets. Ses organes internes continuent à causer des complications de santé en raison de l'effet de la maladie sur ses organes. En 2000, Kullen perd toute fonction dans les deux reins et doit faire une dialyse péritonéale quatre fois par jour. En 2003, son fils Kyle naît prématurément puis meurt plus tard à la suite de complications de l'accouchement.

## Carrière
En 2000, Kullen commence à participer à des compétitions de dressage avec la Fédération australienne d'équitation pour les cavaliers valides et la RDAA pour les cavaliers handicapés. Sa compétition internationale entière est le premier festival international de dressage combiné au concours international para-équestre en Belgique en 2006. Aux Championnats du monde de dressage para-équestre de la FEI en 2007, elle remporte une médaille d'argent et une médaille de bronze. Aux Jeux paralympiques de 2008 à Hong Kong, elle termine quatrième de l'épreuve de l'épreuve individuelle et onzième de la reprise libre.
Après la retraite de Kullen de la compétition internationale, elle concentre son temps sur ses chevaux arabes au Nikshar Stud. Sa mère, Margaret Kullen, commence à inscrire ses étalons dans des expositions au cours desquelles Nicole les montre depuis son fauteuil roulant. Elle pose une question au conseil d'administration de l'Arabian Horse Society of Australia (AHSA) sur l'existence d'une règle permettant la présentation de chevaux en fauteuil roulant. Le conseil répond en sa faveur et établit cette règle.